# ジェイミー・オリヴァー

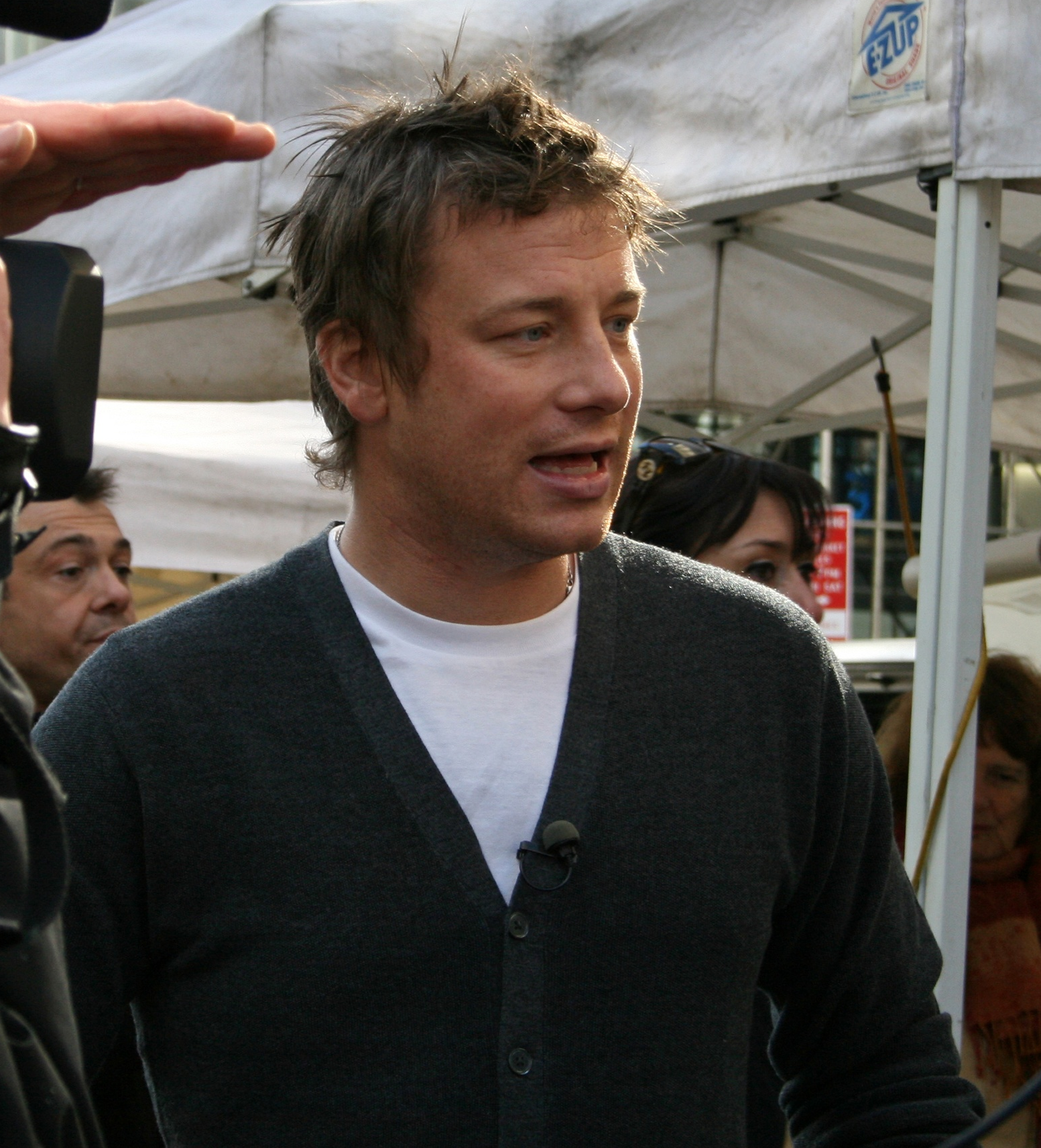
ジェイミー・オリヴァー（ニューヨークのユニオンスクエアにて）

ジェイミー・オリヴァー（Jamie Oliver、本名：James Trevor Oliver, MBE、1975年5月27日 - ）は、イギリスのシェフ。イギリスでは「裸のシェフ（Naked Chef）」として知られている。

## 来歴
イギリス・エセックスのClaveringで、パブ・レストラン「The Cricketers」を経営する両親の下に生まれる。8歳の頃より両親の手伝いを通じて、料理に親しむようになる。ディスレクシアでもあり、16歳の頃に学校を辞め、料理人になることを志して、ウェストミンスター・キングスウェイ・カレッジ (Westminster Kingsway College) に入学。フランスで修業後、ロンドンに戻りいくつかのレストランでシェフを務めた。1990年代にはアントニオ・カルルッチョのもとで料理人として働いた。シェフとしての活躍がドキュメンタリー番組としてテレビで紹介され、注目を浴びるようになる。
1998年、BBCで『裸のシェフ』と題する料理番組シリーズの放映が開始され、人気を博すようになる。
2002年8月に日本のアフタヌーンティーがグランドオープンした「アフタヌーンティー・ザ・ジェネラルストア銀座」内の『アフタヌーンティー・ペイカー&ダイナー』コースメニューにコラボレート参加した（同店は2005年7月で閉店し、現在は「アフタヌーンティールーム」へ改装）。
2003年、MBEを受勲した。
2010年、TED Prize受賞。受賞講演は『子ども達に食の教育を（原題：Teach every child about food)。
2017年ごろからレストランの閉鎖が相次いでいたが、2019年5月21日に、自身のTwitterで、経営する飲食店グループの経営破綻を明かしている。

## 私生活
2000年6月24日、ジュリエット・ノートン (Juliette Norton) と結婚。2002年3月に長女ポピー (Poppy)、2003年4月に次女デイジー (Daisy)、2009年4月に三女ペタル (Petal)、2010年9月に長男バディ (Buddy), 2016年8月に次男リヴァー (River) が生まれる。現在、7人でエセックス州に在住。

## 活動

### テレビ出演
- The Naked Chef（1998年 - 1999年、BBC）
- Jamie's Kitchen（2002年、チャンネル4）
- Jamie's School Dinners（2005年、チャンネル4）
- Jamie's Great Escape（2005年、チャンネル4）
- Jamie's Chef（2007年）
- Oliver's Twist（フード・ネットワーク）

『Oliver's Twist』はロンドンで撮影され、アメリカのケーブル局「フード・ネットワーク」によって、世界50か国以上に配信されている。

### 学校給食改善活動
イギリスの公立学校にて学校給食改善運動に取り組む。ジャンクフードが主流となった子どもたちの食生活を変えるべく、安価でヘルシーなレシピの考案、調理師たちのトレーニング、子供たちへの「食育」活動、給食予算増額のための陳情など、総合的な給食改善活動を展開。その後、アメリカ合衆国各地をめぐり「食育改革」に取り組んでいる。

### 音楽活動
13歳の時より、友人とともに「Scarlet Division」という名のバンドを組んでいた。2000年10月にはソニー・ミュージックから数枚シングルを出し、そのうち『Sundial』はUKポップチャートで42位を記録した。しかし、ジェイミー・オリヴァーの名声に乗じた活動であると捉えられ、メディアでもまともに取り上げられなかったことから、まもなく解散した。2002年にテレビシリーズ『Oliver's Twist』のテーマソング「w:Just The Start7」をかつてのメンバーと制作し、人気を博した。

### 広告出演
2000年からイギリスのスーパーマーケット「セインズベリー」のテレビ&ラジオコマーシャルのキャラクターとして出演している。広告への出演料は、年間120万ポンドと言われている。しかし、ジェイミー自身はスーパーマーケットで買い物することはないと語っている。

## 日本での番組放映
- 『裸のシェフ』（テレビ東京、LaLaTV、フーディーズTV）
- 『ジェイミー・オリヴァーの給食革命！』（WOWOW、2006年10月19日-11月9日、全4回）
- 『ジェイミー・オリヴァーのイタリアに魅せられて』（WOWOW、2006年11月16日-11月29日、全6回）
- 『ジェイミーのラブリーダイニング』（LaLaTV、2007年）
- 『ジェイミーの家で…』（フーディーズTV、2009年4月〜）
- 『人気シェフが行く イギリス料理をおいしく！』（NHK教育、地球ドラマチック、2012年6月23日）
- 『人気シェフが行く インドが故郷のイギリス料理』（NHK教育、地球ドラマチック、2012年9月15日）
- 『ジェイミー・オリヴァー15MM〜ぼくのスマートクッキング〜』（Dlife）
- 『ジェイミー・オリヴァーがいく！スーパーフードの旅』（Dlife）（2016年7月4日 - ）
- 『ジェイミー・オリヴァーのクリスマスレシピ』（Dlife）（（2016年12月18日）
- 『ジェイミー＆ジミー フード・ファイト・クラブ シーズン3』（Dlife）（2017年1月6日-）

## 日本で出版されている書籍
- 『シンプルクッキング ジェイミー オリヴァー』（ソニーマガジンズ、2000年）
- 『ジェイミー・オリヴァーのパスタ&デザート』（アーティストハウス、2001年）
- 『ジェイミー・オリヴァーのブレックファースト ジェイミー オリヴァー』（アーティストハウス、2002年）
- 『ジェイミー・オリヴァーの親子で作ろう わくわくごはん』（アーティストハウス、2002年）
- 『ジェイミー・オリヴァーのパーティディナー』（アーティストハウス、2002年）
- 『ジェイミー・オリヴァーのきれいになろうヘルシーごはん』（アーティストハウス、2002年）
- 『ジェイミー・オリヴァーの彼と食べようラブラブごはん』（アーティストハウス、2002年）

## 日本で発売されているDVD
- 『裸のシェフ〜ジェイミーのシンプルクッキング〜 楽しい仲間』（角川エンタテインメント、2002年）
- 『裸のシェフ〜ジェイミーのシンプルクッキング〜 女の子を大切に』（角川エンタテインメント、2002年）
- 『裸のシェフ〜ジェイミーのシンプルクッキング〜 大好きな家族』（角川エンタテインメント、2002年）
- 『裸のシェフ〜ジェイミーのシンプルクッキング〜 今夜はパーティ！』（角川エンタテインメント、2002年）
- 『裸のシェフ ― ジェイミーのシンプルクッキング DVD-BOX』（アスミック、2002年）
- 『ジェイミー's キッチン vol.1』（ジェネオンエンタテインメント、2006年）
- 『ジェイミー's キッチン vol.2』（ジェネオンエンタテインメント、2006年）
- 『ジェイミー's キッチン vol.3』（ジェネオンエンタテインメント、2006年）
- 『ジェイミー's キッチン DVD-BOX』（ジェネオンエンタテインメント、2006年）
- 『ジェイミーのラブリー・ダイニング Season1 DVD-BOX』（ジェネオンエンタテインメント、2006年）
- 『ジェイミーのラブリー・ダイニング Season1 究極のフリーランチ』（ジェネオンエンタテインメント、2006年）
- 『ジェイミーのラブリー・ダイニング Season1 新たなるステージ』（ジェネオンエンタテインメント、2006年）
- 『ジェイミーのラブリー・ダイニング Season2 ファミリー&バースデー』（ジェネオンエンタテインメント、2006年）
- 『ジェイミーのラブリー・ダイニング Season2 多国籍料理のもてなし』（ジェネオンエンタテインメント、2006年）
- 『ジェイミーのラブリー・ダイニング Season2 DVD-BOX』（ジェネオンエンタテインメント、2006年）
- 『ジェイミーのラブリー・ダイニング Season2 英国式バーベキュー』（ジェネオンエンタテインメント、2006年）
- 『ジェイミー・オリヴァーのハッピー・デイズ・ライブ！』（ジェネオンエンタテインメント、2007年）
- 『ジェイミーのグレートイタリアンエスケープ』（ジェネオンエンタテインメント、2007年）

## 参照
1. 1 2  “An in-depth look at your favourite celebrity personalities - hellomagazine.com, HELLO!”.   Hello! Magazine. 2009年4月2日閲覧。
2. ↑  Walker, Andrew. “BBC NEWS - Magazine - Profile: Jamie Oliver”.  BBC. 2009年4月2日閲覧。
3. ↑  “Jamie Oliver leads tributes to celebrity chef Antonio Carluccio” (英語). The Irish Times. 2021年7月8日閲覧。
4. ↑  「Jamie Oliver to close six restaurants in 'tough market' after Brexit vote」The Gardian 2017年1月6日
5. ↑  「有名シェフ、J・オリバー氏の店破綻 英国内レストラン閉鎖」AFPBB 2019年5月22日
6. ↑  http://news.bbc.co.uk/1/hi/business/2979646.stm Retrieved on 2008-01-01
7. ↑  http://www.dailymail.co.uk/pages/live/articles/health/dietfitness.html?in_article_id=421003&in_page_id=1798&in_page_id=1798&expand=true Retrieved on 2007-12-31